# Meesterteken

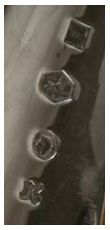
Zilver met keur van Amsterdam, keur voor zilver van tweede gehalte, Meesterteken van J.Woortman en de jaarletter H voor 1819

Een meesterteken is een door een zilversmid of een fabriek van zilveren en metalen voorwerpen in een edelmetalen voorwerp ingeslagen symbool. Vaak gaat het om letters die de initialen van de meester vormen maar ook "sprekende" meestertekens komen voor.
De waarborgkantoren zullen geen gehalteteken en jaarletter plaatsen wanneer er geen meesterteken is geslagen. Aan de jaarletter kan worden gezien in welk jaar het voorwerp, een ring, stuk bestek, onderscheiding of brandewijnkom werd gekeurd. Het jaar van fabricage kan eerder zijn, maar dat ligt niet voor de hand; ongekeurde voorraden mochten immers niet verkocht worden en kostten geld.
Het materiaal wordt door een ingeslagen gehalteteken, de herkomst door het kantoorteken en de werkplaats door het meesterteken onuitwisbaar vastgelegd. De vier stempels behoren samen op een gouden, zilveren of platina voorwerp te staan. Op tin staan alleen meestertekens.
De gehaltestempels zijn het oudst. In Engeland werd in 1300 voor het eerst een keur van een gekroond luipaard, een heraldische figuur, in zilver geslagen. In 1363 werd in Engeland het inslaan van een geregistreerd meesterteken verplicht om een zilveren of gouden voorwerp met de maker te verbinden en oneerlijke zilversmeden op te kunnen sporen. De eerste serie jaarletters werd in Engeland in 1463 ingevoerd. De landen op het Europese vasteland hebben het Engelse voorbeeld steeds gevolgd.
In de tijd van de gilden mocht een leerling na het afleggen van een meesterproef en toelating in het gilde zijn meesterteken in een door het gilde bewaarde plaat, de insculpatieplaat, aanbrengen.
Veel van deze platen gingen tijdens de periode waarin de gilden werden opgeheven, verloren zodat wij nu soms moeten raden naar een naam bij een meesterteken.
Het vervalsen van keuren en jaarletters is in Nederland een misdrijf.

## Voetnoten
1. ↑  Stephen Helliwell, "Small table silverware", 1996
2. ↑  Op  staat Artikel 217 | Wetboek van Strafrecht, Boek 2 (misdrijven), Titel 11. (als in 2007)
Met gevangenisstraf van ten hoogste vijf jaren of geldboete van de vijfde categorie wordt gestraft:

1°.hij die op platina, gouden of zilveren werken valse rijksmerken of door de wet vereiste meestertekens plaatst of echte vervalst, met het oogmerk om die werken te gebruiken of door anderen te doen gebruiken alsof de daarop geplaatste merken of tekens echt en onvervalst waren;

2°.hij die, met gelijk oogmerk, op de bedoelde werken merken of tekens plaatst door wederrechtelijk gebruik te maken van echte stempels;

3°.hij die echte rijksmerken of door de wet vereiste meestertekens inzet, aanvoegt of overbrengt in, aan of op andere platina, gouden of zilveren werken dan die waaraan zij oorspronkelijk zijn aangebracht, met het oogmerk om die werken te gebruiken of door anderen te doen gebruiken alsof de bedoelde merken of tekens oorspronkelijk daarop waren geplaatst. Gearchiveerd op 10 augustus 2022.